# Chalenata fumosa
Chalenata fumosa är en fjärilsart som beskrevs av Butler 1879. Chalenata fumosa ingår i släktet Chalenata och familjen nattflyn. Inga underarter finns listade i Catalogue of Life.